# 侯溪
侯溪（1454年—？），字守止，浙江台州府臨海縣人，民籍，明朝政治人物。

## 生平
成化二十二年（1486年）丙午科浙江鄉試第五十一名舉人。曾任直隶武进县学教谕。弘治六年（1493年）中式癸丑科會試第六十名，三甲第五十名。官饶州府知府，正德三年（1508年）正月考察去職。

## 家族
曾祖侯伯淵，贈參議；祖父侯仲寬；父侯簡，教諭。母黃氏。永感下。